# PATCO
PATCOは、アメリカ合衆国・ペンシルベニア州・フィラデルフィア市とデラウエア川対岸のニュージャージー州・カムデン郡とを結ぶ鉄道である。正式名称は、港湾局交通公社（Port Authority Transit Corporation）であり、デラウエア川港湾局（Delaware River Port Authority）（ペンシルベニア州・ニュージャージー州合同の政府機関）が路線の保有と運営を行っている。路線の全長は、23.3km。
他の交通機関との乗り換えも考慮されており、フィラデルフィア市側では、南東ペンシルベニア交通局（SEPTA）の地下鉄（Market-Frankford Line）およびバス路線、カムデン郡側では、ニュージャージー・トランジットの鉄道路線（Atlantic City Line, River Line）およびバス路線に接続している。

## 駅一覧
- 15-16 & Locust
- 12-13 & Locust
- 9-10 & Locust
- 8th & Market
- City Hall
- Broadway
- Ferry Avenue
- Collingswood
- Westmont
- Haddonfield
- Woodcrest
- Ashland
- Lindenwold

## 歴史
PATCOの建設は、1932年に始まり、1936年6月7日に開業した。開業の10年前に開通したベンジャミン・フランクリン橋を通ることで、デラウエア川を跨ぐ形で、フィラデルフィア市とカムデン郡は鉄道で結ばれることとなった。開業当初は、the Bridge Lineと呼ばれ、4駅（8th Street〜Franklin Square〜City Hall〜Broadway）のみであったが、直後にGirard（SEPTAのBroad-Ridge支線）まで列車が運行されることになった。
PATCOの開業と同時期に、フィラデルフィア市内でも、Locust Street Subwayが1931年に開業し（8th Street〜18th Street）、1952年までにBroad-Ridge支線の延伸線として8th Street〜49th Street間を開通させた。しかし、1968年にLocust Street Subwayは廃止され、15-16th & Locust〜8th Street間をthe Bridge Lineに接続させることでPATCOに引き継がれることとなった。なお、15-16th & Locust〜8th Street間は、現在もセプタが保有し、PATCOが路線を借受けている。
1969年2月15日には、Broadway〜Lindenwold間を開通させ、現在の路線を完成させた。なお2005年の時点で、PATCOは、ニュージャージ州側の本線を分岐させる形で新たな支線（Camden County〜Gloucester County）の建設を検討中である。